# Telegramma di Göring

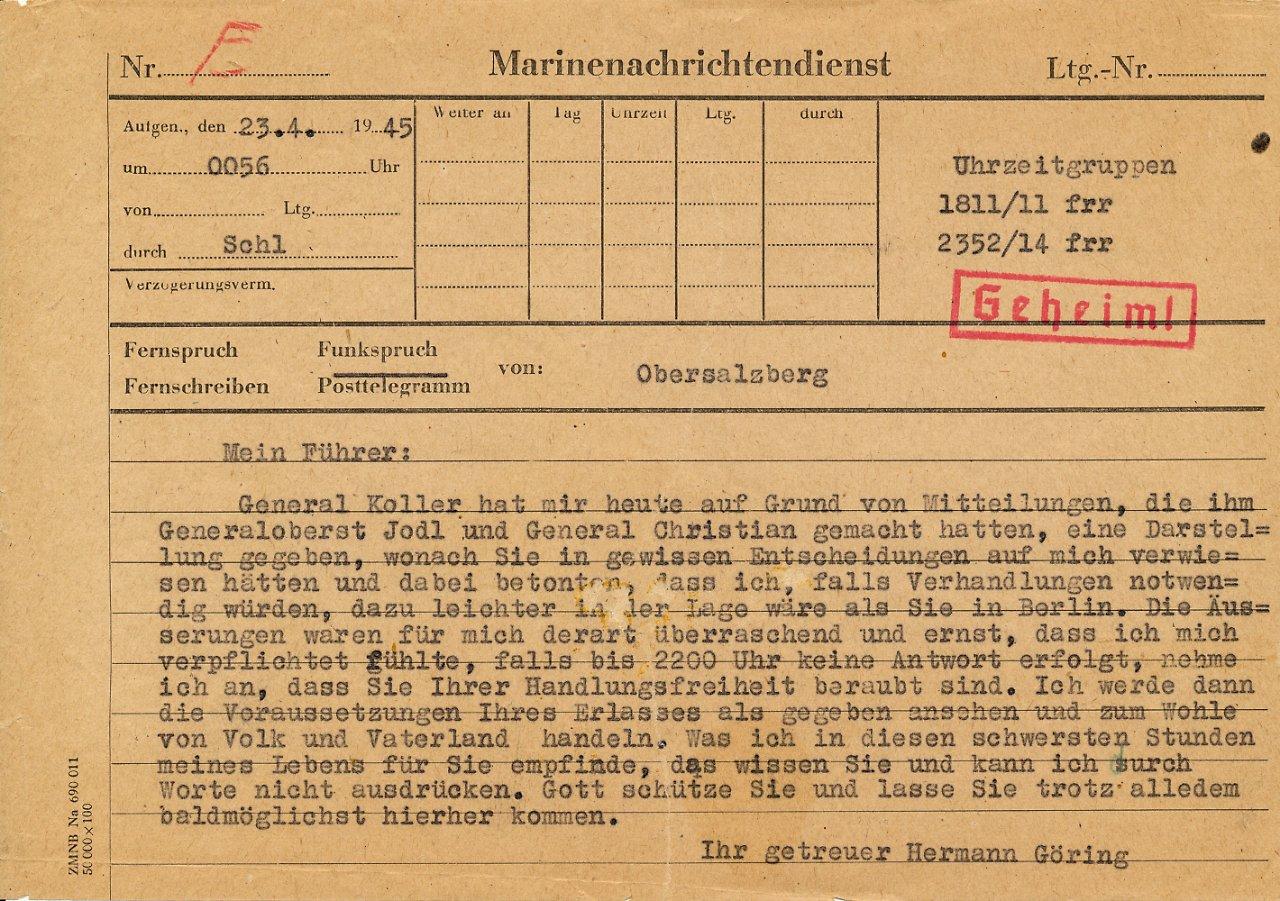
Questa copia carbone del telegramma inviato da Hermann Göring ad Adolf Hitler il 23 aprile 1945 è stata realizzata per Martin Bormann. Nel 2015 è stata messa all'asta dall'Alexander Historical Auctions.

Il telegramma di Göring fu un messaggio inviato da Hermann Göring, capo della Luftwaffe e successore designato di Adolf Hitler, dove chiese il permesso di assumere la guida del regime nazista il 23 aprile 1945. Il telegramma provocò la rabbia di Hitler, il quale fece spogliare immediatamente Göring del potere e nominò i nuovi successori, Joseph Goebbels e Karl Dönitz, rispettivamente come cancelliere e capo di Stato.

## Göring come erede politico di Hitler
Hermann Göring fu il secondo uomo più potente del Partito Nazista prima che Hitler salisse al potere nel 1933, essendosi unito al partito nel 1922 e poi ferito durante il Putsch di Monaco nel 1923. Durante i primi anni del regime di Hitler, Göring continuò ad accumulare titoli a volontà, tra cui presidente del Reichstag, ministro-presidente e Reichsstatthalter della Prussia ad interim, ministro dell'aviazione del Reich e comandante in capo della Luftwaffe.
Il 1º settembre 1939, allo scoppio della seconda guerra mondiale in seguito all'invasione tedesca della Polonia, Hitler tenne un discorso affermando che Göring gli sarebbe succeduto "se qualcosa dovesse accadermi". Questo status fu sottolineato in un decreto del 1940, dove Göring fu nominato come "maresciallo del Grande Reich tedesco" (in tedesco: Reichsmarschall des Grossdeutschen Reiches), un grado appositamente creato che fu secondo solo alla posizione di comandante supremo di Hitler. Il 29 giugno 1941, a una settimana dall'inizio dell'operazione Barbarossa, Hitler emise un decreto segreto dove dichiarò formalmente che se avesse mai perso la sua libertà di azione, a causa di incapacità, scomparsa o rapimento, Göring avrebbe agito come suo vice con pieni poteri.

## Il "dovere" di Göring
Il 21 aprile 1945 l'Armata Rossa avanzò fino a Berlino. Hitler, Martin Bormann e Joseph Goebbels rimasero nel Führerbunker, il rifugio sotterraneo della leadership nazista vicino alla Cancelleria del Reich, per guidare la difesa della capitale contro i russi. Göring lasciò Berlino e si trasferì a sud, raggiungendo la sua tenuta all'Obersalzberg il 22 aprile. Lo stesso giorno, dopo aver appreso che non fu rispettato l'ordine di contrattacco verso le forze sovietiche, Hitler iniziò una lunga diatriba contro i suoi generali e ammise pubblicamente, per la prima volta, che la guerra era ormai persa. Hitler annunciò quindi l'intenzione di rimanere a Berlino fino alla fine per poi suicidarsi. Affermò anche che Göring fosse in una posizione favorevole per negoziare un accordo di pace.
Quando Karl Koller, capo di stato maggiore della Luftwaffe, venne a sapere della dichiarazione di Hitler da Alfred Jodl, capo delle operazioni dell'Oberkommando der Wehrmacht, volò immediatamente all'Obersalzberg per informare Göring della notizia: se Göring doveva condurre i negoziati di pace, Koller sentiva che non c'era tempo da perdere.
Sebbene Göring attendesse da tempo il giorno della sua successione a Hitler, fu colto di sorpresa da questo sviluppo. Göring temeva di essere bollato come traditore se avesse tentato di prendere il potere, ma temeva anche di essere accusato di inadempienza se non avesse fatto nulla. Verificò la sua copia del decreto del 1941, che non solo lo designava come successore di Hitler, ma gli conferì anche la completa autorità di agire per conto di Hitler. Dopo aver conferito con Koller e Hans Lammers, il segretario di stato della Cancelleria del Reich, Göring concluse che rimanendo a Berlino per affrontare una morte certa, Hitler si era reso incapace di governare. Tutti concordarono sul fatto che, secondo i termini del decreto, se Hitler avesse davvero perso la sua libertà di azione, sarebbe spettato a Göring prendere il potere al posto di Hitler.
Il 23 aprile, Göring inviò un telegramma formulato con cura, chiedendo a Hitler di confermare che sarebbe diventato davvero il leader della Germania in conformità con il decreto del 1941. Aggiunse che se non avesse ricevuto risposta entro le 22:00 di quella notte, avrebbe assunto la guida del Reich come vice di Hitler.

## La reazione di Hitler
All'arrivo del telegramma dall'Obersalzberg alle 00:56 del 23 aprile 1945, Bormann, che controllava l'accesso a Hitler, lo prese come prova dell'intenzione di Göring di dar vita a un colpo di stato, sostenendo che il telegramma non fu una richiesta per il permesso di assumere il potere in conformità con il decreto, ma una richiesta di dimettersi o di essere rovesciato. Mentre Walther Hewel, collegamento di Joachim von Ribbentrop e amico personale di Hitler, tentò di giustificare l'azione di Göring affermando che il sistema di comunicazione del bunker potesse fallire in qualsiasi momento e quindi tagliare la struttura di comando, Goebbels rafforzò l'argomentazione di Bormann concordando sul fatto che fosse un colpo di stato. Hitler, secondo Speer, inizialmente non mostrò una vera reazione al telegramma, ma le parole sia di Goebbels che di Bormann suscitarono una risposta più focosa che non si vedeva in lui da settimane, se non da mesi.
Secondo Albert Speer, il telegramma avviò una crisi sotto forma di crollo psicologico di Hitler, che fece precipitare il processo di disintegrazione politica del comando e del controllo militare con il crollo del Reich. Un certo numero di telegrammi da Göring a vari altri ufficiali, in riferimento al testamento segreto di Hitler, lo mandarono su tutte le furie. Speer ne notò uno in particolare in cui Göring ordinò a Ribbentrop di riferirgli se né lui né Hitler avessero inviato ulteriori comunicazioni prima della mezzanotte.
Il 25 aprile, Hitler inviò un telegramma a Göring dicendogli di aver commesso "alto tradimento" e gli lasciò la possibilità di dimettersi da tutti i suoi incarichi "per motivi di salute", in cambio della sua vita. Göring accettò l'offerta di dimissioni. Bormann ordinò alle SS dell'Obersalzberg di arrestare Göring. Il 28 aprile Hitler scoprì che anche il Reichsführer-SS Heinrich Himmler stava cercando di discutere i termini della resa con gli Alleati. Ordinò l'arresto di Himmler e fece sparare a Hermann Fegelein, il rappresentante di Himmler nel Führerbunker, precedentemente sorpreso mentre tentava di disertare.
L'ultimo testamento di Hitler fu scritto il 29 aprile, suggerito da Hitler dopo aver ricevuto il telegramma di Göring, la notizia dei tentativi per la resa di Himmler con gli Alleati e i rapporti dell'avanzata dell'Armata Rossa distante un isolato o due dalla Cancelleria del Reich. Nel documento, Hitler destituì Göring da tutti i suoi incarichi, annullò i suoi diritti di successione e lo espulse dal partito nazista. Fu dettato da Hitler alla sua segretaria, Traudl Junge, nello stesso giorno in cui sposò Eva Braun. Hitler e Braun si suicidarono il giorno successivo.
La nuova successione politica divise il potere tra Goebbels e Karl Dönitz, comandante in capo della Kriegsmarine e capo dell'Alto Comando della Marina, che a sua volta diventò Presidente (in tedesco: Reichspräsident) della Germania dopo che Goebbels si suicidò con la sua famiglia.

## Scoperta del dopoguerra

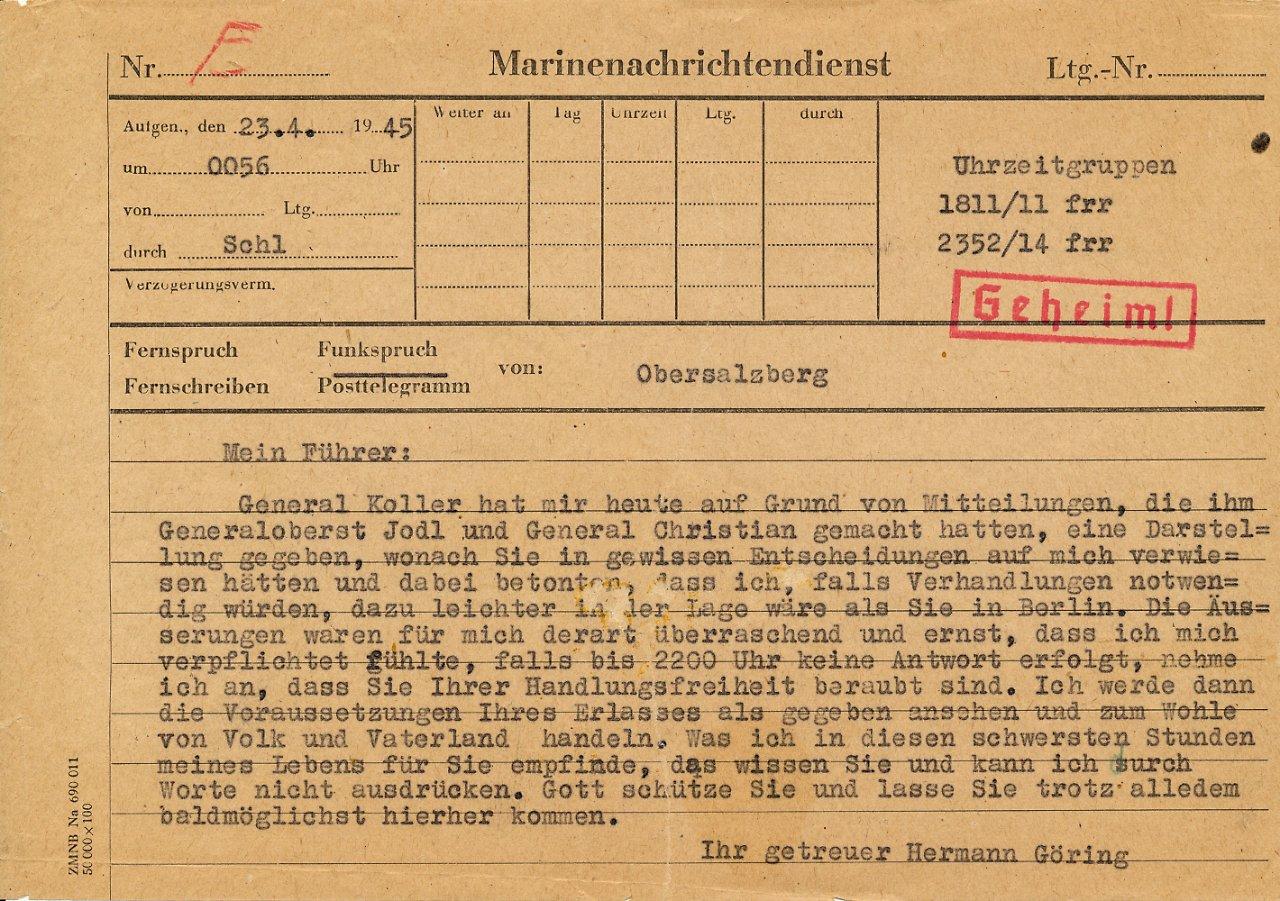
La copia trovata dal Capitano Bradin

Al momento della sua ricezione nel Führerbunker, il telegramma fu digitato su un modulo Marinenachrichtendienst in copia carbone e classificato "Geheim!" (Segreto!). Dopo la presa sovietica di Berlino, i funzionari statunitensi entrarono nel Führerbunker e portarono via carte e documenti, in seguito analizzati dagli storici.
Nel luglio 1945, il capitano Benjamin M. Bradin entrò nel Führerbunker e scoprì una copia carbone originale del telegramma, contrassegnata da una "F" in un gruppo di carte di Hitler; la copia fu data negli anni successivi a Robert W. Rieke.

### La traduzione di Trevor-Roper
Lo storico britannico Hugh Trevor-Roper pubblicò una prima traduzione in inglese del telegramma nel suo libro The Last Days of Hitler:
Il generale Koller oggi mi ha tenuto un briefing sulla base delle comunicazioni fornitegli dal generale Jodl e dal generale Christian, secondo le quali lei mi aveva riferito di alcune decisioni e ha sottolineato che io, nel caso si rendessero necessarie trattative, mi troverei in una posizione più agevole a Berlino. Queste opinioni sono state così sorprendenti e serie per me che mi sono sentito obbligato a presumere, nel caso entro le 22:00 non fosse imminente alcuna risposta, che tu abbia perso la tua libertà di azione. Quindi considererò soddisfatte le condizioni del tuo decreto e agirò per il benessere della Nazione e della Patria. Sai cosa provo per te in queste ore più difficili della mia vita e non posso esprimerlo a parole. Dio ti protegga e ti permetta nonostante tutto di venire qui il prima possibile.
Il tuo fedele Hermann Göring.»

### Acquisto del 2015
Il 7 luglio 2015, all'Alexander Historical Auction, negli Stati Uniti, un acquirente anonimo acquistò il telegramma per $ 54.675.